# Vlčovice

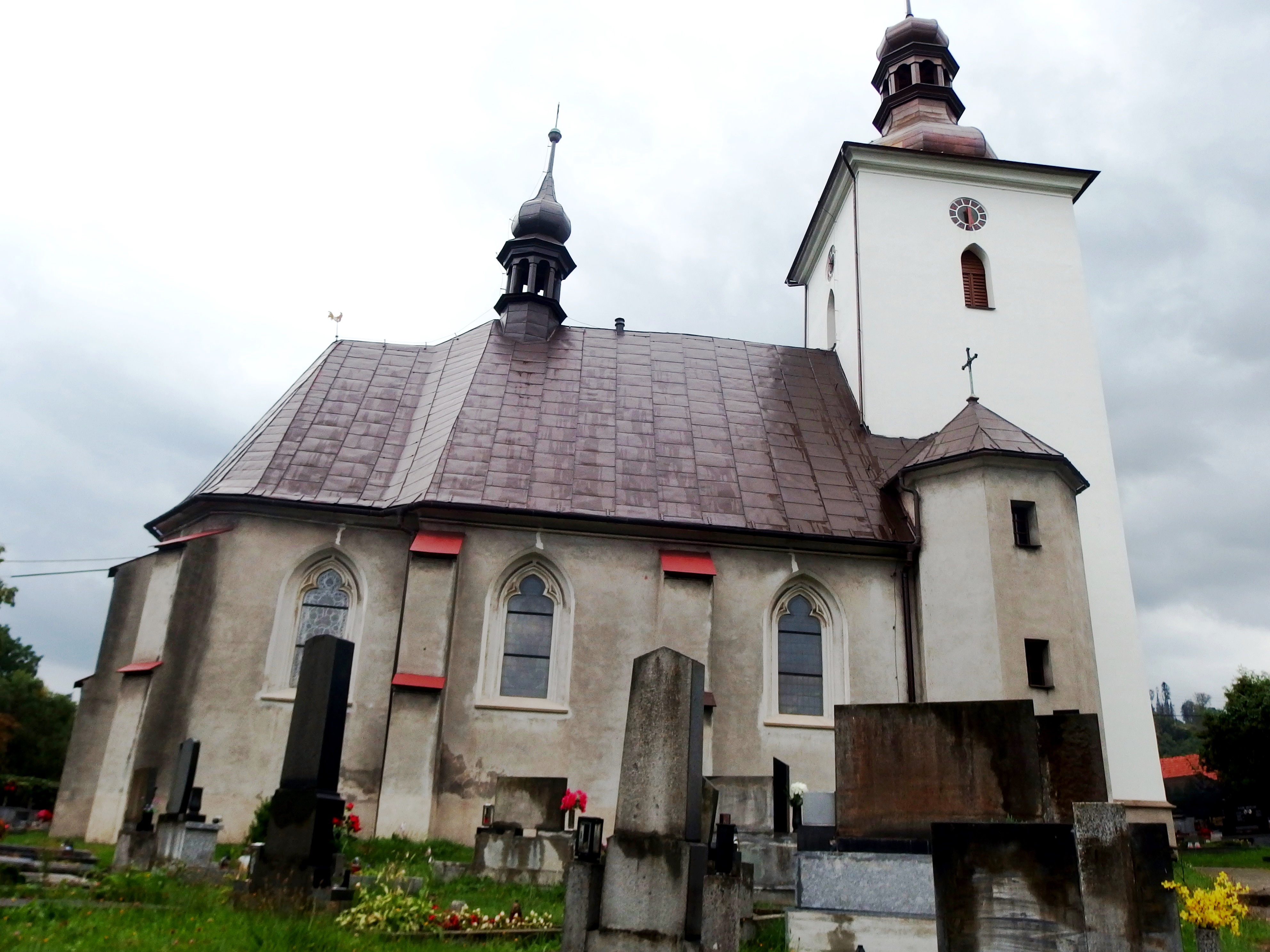
Kirche Aller Heiligen

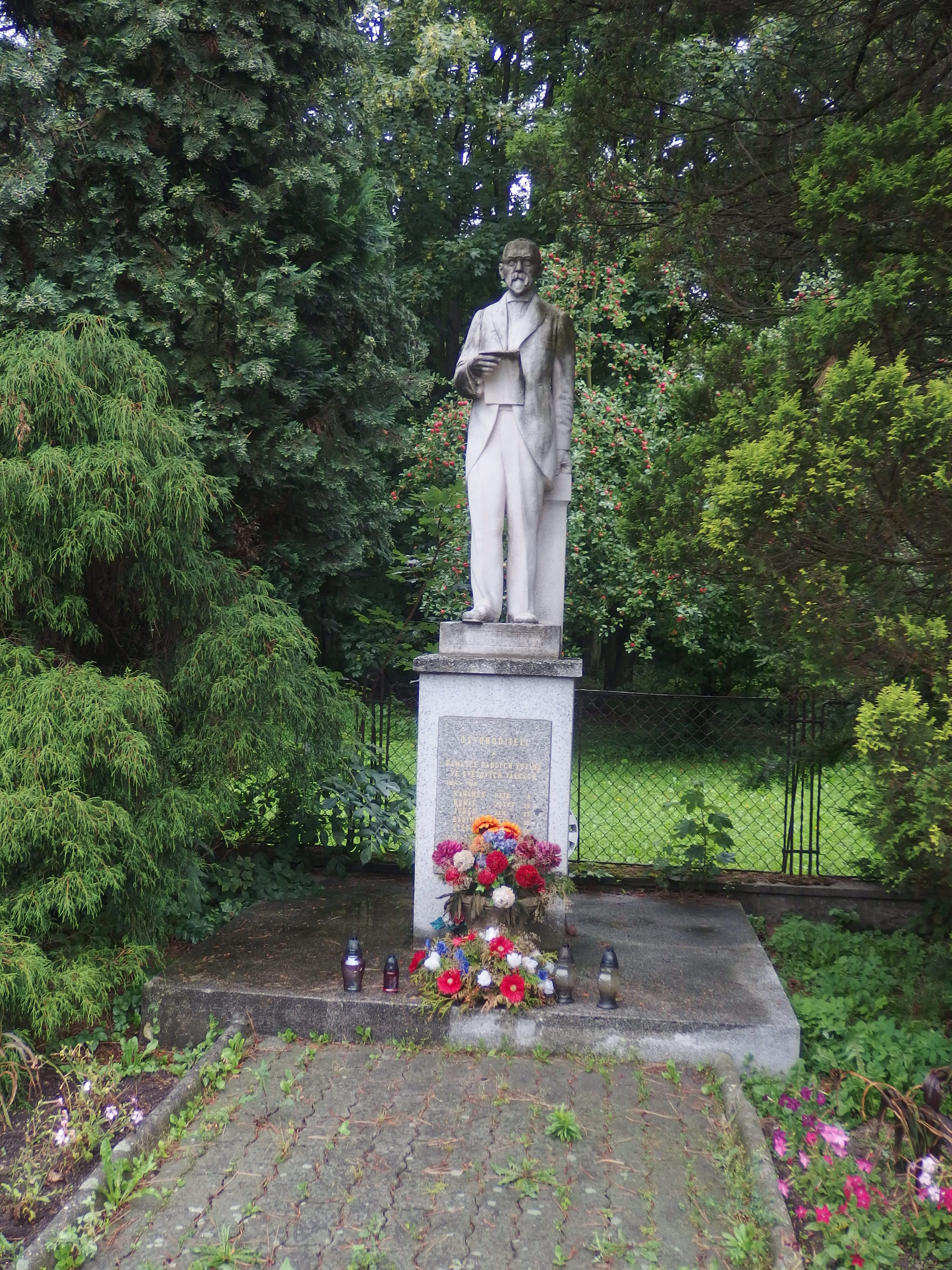
Denkmal für TG Masaryk

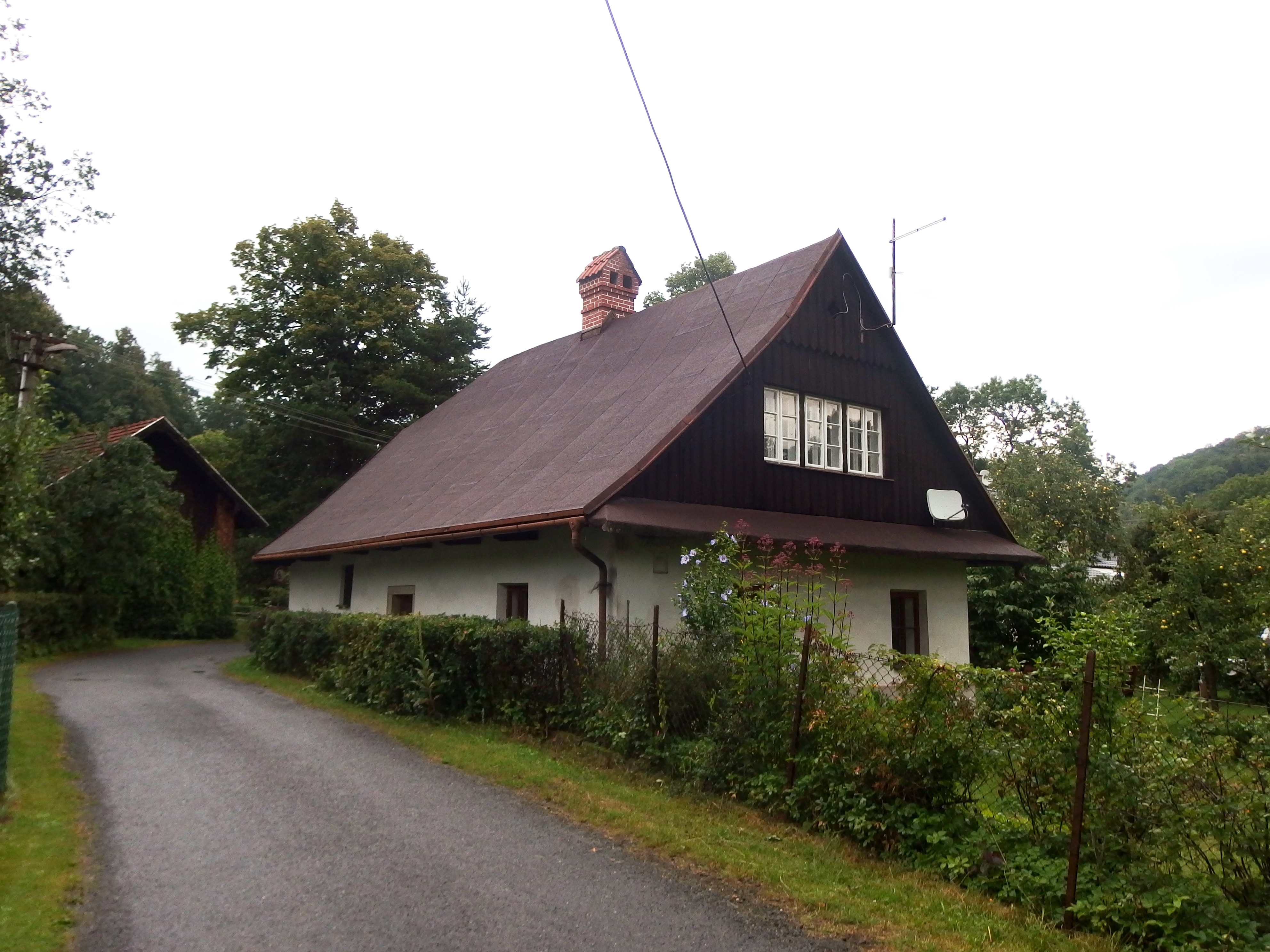
Haus Nr. 30

Vlčovice (deutsch Weltschowitz, 1939–1945 Waltschowitz) ist ein Ortsteil der Stadt Kopřivnice in Tschechien. Er liegt drei Kilometer östlich von Kopřivnice und gehört zum Okres Nový Jičín.

## Geographie
Vlčovice erstreckt sich linksseitig der Lubina – gegenüber der Einmündung der Tichávka – in der Štramberská vrchovina (Stramberger Bergland). Durch das Dorf fließt der Bach Babincův potok. Im Norden erheben sich der Kabuďův vrch (370 m n.m.) und die Velová (390 m n.m.), nordöstlich der Kazničov (601 m n.m.), im Osten die Hůrka (418 m n.m.), südöstlich die Tichavská hůrka (542 m n.m.) sowie im Südwesten der Holý vrch (487 m n.m.) und die Pískovna (584 m n.m.). Durch Vlčovice führt die Staatsstraße I/58 zwischen Frenštát pod Radhoštěm und Příbor, von der im nördlichen Teil des Dorfes  die II/486 nach Brušperk abzweigt.  Westlich befindet sich die Testfahranlage Tatra polygon der Tatra Trucks a.s.  Vlčovice liegt am Rande des Naturparks Podbeskydí.
Nachbarorte sind Větřkovice und Horní Sklenov im Norden, Mniší und Měrkovice im Nordosten, Pružiny und Kozlovice im Osten, Živičky und Tichá im Südosten, Lichnov im Süden, Na Horách, Kouty, V Podolí und Dražné im Südwesten, Lichnůvka und Kopřivnice im Westen sowie Sýkorec und Drnholec nad Lubinou im Nordwesten.

## Geschichte
Das Waldhufendorf wurde wahrscheinlich zum Ende des 13. Jahrhunderts während des Landesausbaus durch die mit dem Gebiet seit der Mitte des 13. Jahrhunderts vom Olmützer Bischof Bruno von Schauenburg erblich belehnten Grafen von Hückeswagen gegründet und gehörte anfänglich zu den Gütern der Burg Schauenstein. Die erste urkundliche Erwähnung von Velicovice erfolgte 1437, als König Sigismund die Herrschaft Schauenstein an die Herrschaft Hukenwald, die er im Jahr darauf an Johann Czazek von Saan weiterverpfändete, anschloss. Nach weiteren Verpfändungen wurde die Herrschaft Hukenwald 1581 durch Bischof Stanislaus Pavlovský von Pavlovitz wieder eingelöst und verblieb danach immer im Besitz des Bistums Olmütz. Die Aufsicht im Dorf führte ein von der Grundherrschaft eingesetzter Vogt. Im Jahre 1590 weihte Bischof Stanislaus in Velčovice eine Kapelle, die später zur Kirche erweitert wurde. In der Mitte des 17. Jahrhunderts erhielt Wlczowitz eine herrschaftliche Mauteinnahme. Seit dem 18. Jahrhundert war das Vogtsamt erblich. Am 21. Februar 1713 befreite Fürstbischof von Schrattenbach die städtischen Getreidewägen aus Frankstadt von der Bordowitzer und Wlczowitzer Maut; dies wurde 1747 durch die böhmische Königin Maria Theresia bestätigt. Seit 1771 ist die tschechische Namensform Vlčovice nachweislich. Nachdem 1785 das Lichnauer Armenhaus zum Schulhaus umgenutzt worden war, wurden auch die Weltschowitzer Kinder nach Lichnau eingeschult. Wegen des weiten Weges zur Schule blieben immer mehr Kinder aus Wlčowitz dem Unterricht fern; sie wurden stattdessen in den Wintermonaten durch Dorfbewohner, vor allem ehemalige Soldaten, im sogenannten Lehrerhaus unterrichtet. Im Jahre 1810 wurde Weltschowitz nach Lichnau umgepfarrt.
Im Jahre 1835 bestand das im Prerauer Kreis gelegene Dorf Weltschowitz bzw. Welczowice aus 61 Häusern, in denen 283 Personen lebten. Haupterwerbsquelle bildeten die Viehzucht und Holzverarbeitung; der Ackerbau war wenig erträglich. Im westlichen Teil der Gemarkung wurde Kalkstein gebrochen und in primitiven Kalköfen gebrannt. Die Kirche Allerheiligen war eine Tochterkirche der Pfarrei Frankstadt, sie wurde aber entsprechend einer Übereinkunft vom Lokalisten in Lichnau versehen. Schulort war Lichnau. Der Sitz des Oberamtes befand sich in Hochwald. Bis zur Mitte des 19. Jahrhunderts blieb Weltschowitz der fürsterzbischöflichen Lehnsherrschaft Hochwald untertänig.
Nach der Aufhebung der Patrimonialherrschaften bildete Vlčovice / Weltschowitz ab 1849 eine Gemeinde im Gerichtsbezirk Frankstadt. Mit dem Beginn der Industrialisierung verdiente sich in der zweiten Hälfte des 19. Jahrhunderts ein Teil der Einwohner seinen Lebensunterhalt durch Lohnarbeit bei der Nesselsdorfer Wagenbau-Fabriks-Gesellschaft oder in den Fabriken in Freiberg und Frankstadt. In dieser Zeit setzte eine große Auswanderungswelle nach Nordamerika – insbesondere nach Texas – ein, die bis zum Beginn des Ersten Weltkrieges anhielt; zwischen 1870 und 1914 wanderten etwa 100 Personen aus. 1864 eröffnete in Vlčovice eine einklassige Trivialschule, in der bis 1886 auch die Kinder aus Mniší unterrichtet wurden. Ab 1869 gehörte Vlčovice zum Bezirk Mistek. Zu dieser Zeit hatte das Dorf 523 Einwohner und bestand aus 76 Häusern. 1889 wurde in Vlčovice eine Pfarrei eingerichtet, zu der Mniší von Freiberg umgepfarrt wurde. Die Freiwillige Feuerwehr wurde 1894 gegründet.
Im Jahre 1900 lebten in Vlčovice 486 Personen, 1910 waren es 496. Die Schule nahm 1905 den zweiklassigen Unterricht auf. Im Jahre 1930 bestand Vlčovice aus 97 Häusern und hatte 598 Einwohner. Nach dem Münchner Abkommen verblieb das lachischsprachige Dorf 1938 bei der „Resttschechei“ und gehörte zum Bezirk Friedberg; nördlich und westlich von Vlčovice verlief die Grenze zum Deutschen Reich. 1949 wurde Vlčovice dem neu gebildeten Okres Frenštát pod Radhoštěm zugeordnet, der bei der Gebietsreform von 1960 wieder aufgehoben wurde. Im Jahre 1950 hatte das Dorf 595 Einwohner. Seit den 1960er Jahren stagnierte die Entwicklung der Gemeinde, da wegen eines Talsperrenprojekts an der Lubina oberhalb von Příbor über den oberen Teil von Vlčovice eine Bausperre verhängt wurde. Am 1. Januar 1980 erfolgte die Eingemeindung nach Kopřivnice. Beim Zensus von 2001 lebten in den 157 Häusern von Vlčovice 535 Personen.

## Ortsgliederung
Der Ortsteil Vlčovice bildet einen Katastralbezirk.

## Sehenswürdigkeiten
- Burgruine Šostýn, westlich des Dorfes
- Kirche Allerheiligen, sie wurde 1590 als Kapelle errichtet und später zur Kirche erweitert. Im Jahre 1889 erhielt sie einen eigenen Pfarrer.
- Denkmal für T. G. Masaryk
- Steinernes Arma-Christi-Kreuz mit Figur des Gekreuzigten sowie Sockelstatuetten der Jungfrau Maria und des Evangelisten Johannes, vor dem Feuerwehrdepot
- Steinernes Kreuz, an der Kirche